# William Gilson Farlow
William Gilson Farlow (Boston, 17 dicembre 1844 – Cambridge, 3 giugno 1919) è stato un botanico statunitense.
Figlio di John Smith Farlow e Nancy Wight, frequentò la Quincy Grammar School e la English High School a Boston.
Frequentò l'Harvard University, dove, dopo alcuni anni di studio in Europa, divenne professore associato di botanica nel 1874 e professore di botanica crittogamica nel 1879.
Nel 1899 fu eletto presidente dell'American Society of Naturalists; nel 1904 presidente della United States National Academy of Sciences; nel 1905 presidente dell'American Association for the Advancement of Science; e nel 1911 presidente della Botanical Society of America.
Nel 1900 Farlow sposò Lilian Horsford.

## Pubblicazioni
- William Gilson Farlow (1880) The Gymnosporangia or Cedar-Apples of the United States
- William Gilson Farlow (1881) Marine Algœ of New England
- William Gilson Farlow (1883) "Enumeration of the Peronosporaceae of the United States: II." in Botanical Gazette 8:11 pp. 327 - 337
- William Gilson Farlow (1883) "Enumeration of the Peronosporaceae of the United States: I." in Botanical Gazette 8:10 pp. 305 - 315
- William Gilson Farlow (1885) "The Synchytria of the United States" in Botanical Gazette 10 pp. 235 - 240
- William Gilson Farlow (1887) "Obituary of Ravanel" in Botanical Gazette 12 pp. 194 - 197
- William Gilson Farlow (1888) A Provisional Host-Index of the Fungi of the United States
- William Gilson Farlow (1905) Biographical Index of North American Fungi
- William Gilson Farlow, Liberty Hyde Bailey & Roland Thaxter (1919) "George Francis Atkinson" in American Journal of Botany
- William Gilson Farlow & Edward Angus Burt (1929) Icones Farlowianae. Illustrations of the larger fungi of Eastern North America with descriptive text 120 pp.

## Specie di funghi identificate
- Spathularia velutipes Farlow & Cooke
- Stropharia rugosoannulata (Farlow) Murrill
- Tremella reticulata (Berkeley) Farlow